# Josef Pačes
Josef Pačes (14. června 1856 Horní Stromka u Starých Strašnic – 21. května 1909 Mitchell, Nebraska) byl český dělník, socialista, anarchista, spolkový činovník, novinář a aktivista. Byl členem socialistického a dělnického hnutí v Praze, posléze zatčený a odsouzený za levicové aktivity a uvězněný v celkové délce na 17 let. Patřil k jedněm z prvních, nejvýraznějších a také nejdéle vězněných českých anarchistů.

## Život

### Mládí
Narodil se při usedlosti Horní Stromka u Starých Strašnic, tehdy na okraji Prahy, do chudé dělnické rodiny. Vyučil se zedníkem, rovněž si přivydělával jako švec. Krátce na přelomu 70. a 80. let 19. století pracoval v Mladé Boleslavi. Nuzné podmínky dělníků během probíhající průmyslové revoluce v ní vzbudily zájem o myšlenky socialismu a dělnického hnutí, tedy v Rakousku-Uhersku postihované ideologie. Oženil se a založil rodinu.

### Socialistické hnutí

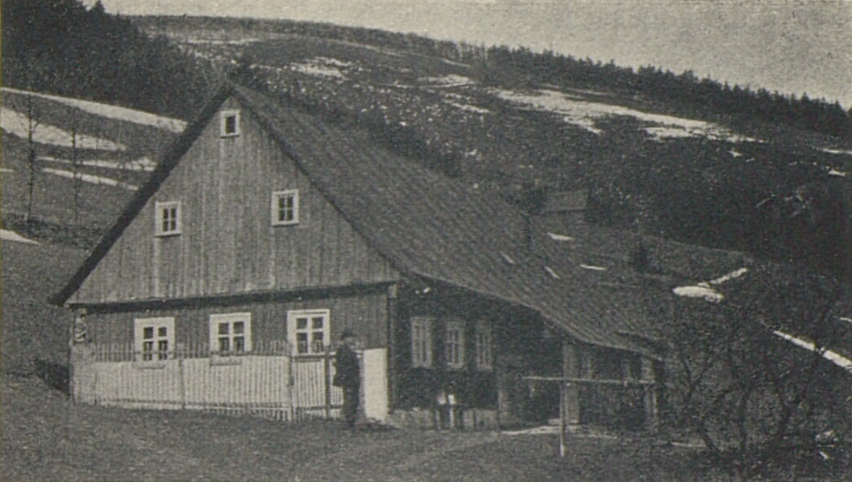
Pačesova chalupa č. 2 v Hluboké u Liberce, místo tajné anarchistické tiskárny (cca 19̬20)

V socialistických dělnických spolcích se angažoval od konce 70. let 19. století, přispíval do dělnických periodik a spolupořádal schůze a přednášky hájící zájmy dělníků. Začátkem roku 1882 byl poprvé zatčen a uvězněn za zakázanou levicovou spolkovou činnost na 14 měsíců těžkého žaláře. Po propuštění byl i s rodinou vyhoštěn z Prahy. Nepolevil však v socialistických aktivitách a dle ujednání s teplickými a ústeckými anarchisty, mj. hornickým aktivistou Františkem Chourou, se přestěhoval do Liberce, aby zde zřídil tajnou tiskárnu novin a letáků. Dostal se do kontaktu s místními levicovými spolky dělníků, převážně z místních textilních továren, od socialismu se postupně radikalizoval k anarchismu. Pačes zde tiskl touto formou periodik či letáků řadu textů týkajících se pracovních podmínek a vykořisťování jejich zaměstnavateli, ateistického obsahu či letáků připomínající popravené vídeňské anarchisty H. Stellmachera a A. Kramnera. Zakoupil chalupu v obci Hluboká nedaleko Liberce, kde se živil jako švec a kam přesunul tiskárnu. Posléze mu zde pomáhali dva další muži, Kryštof Černý a Josef Rampas, smluvení přes Pačesova přítele a někdejšího spoluvězně Františka Jonaty, který zde s tiskem začal.

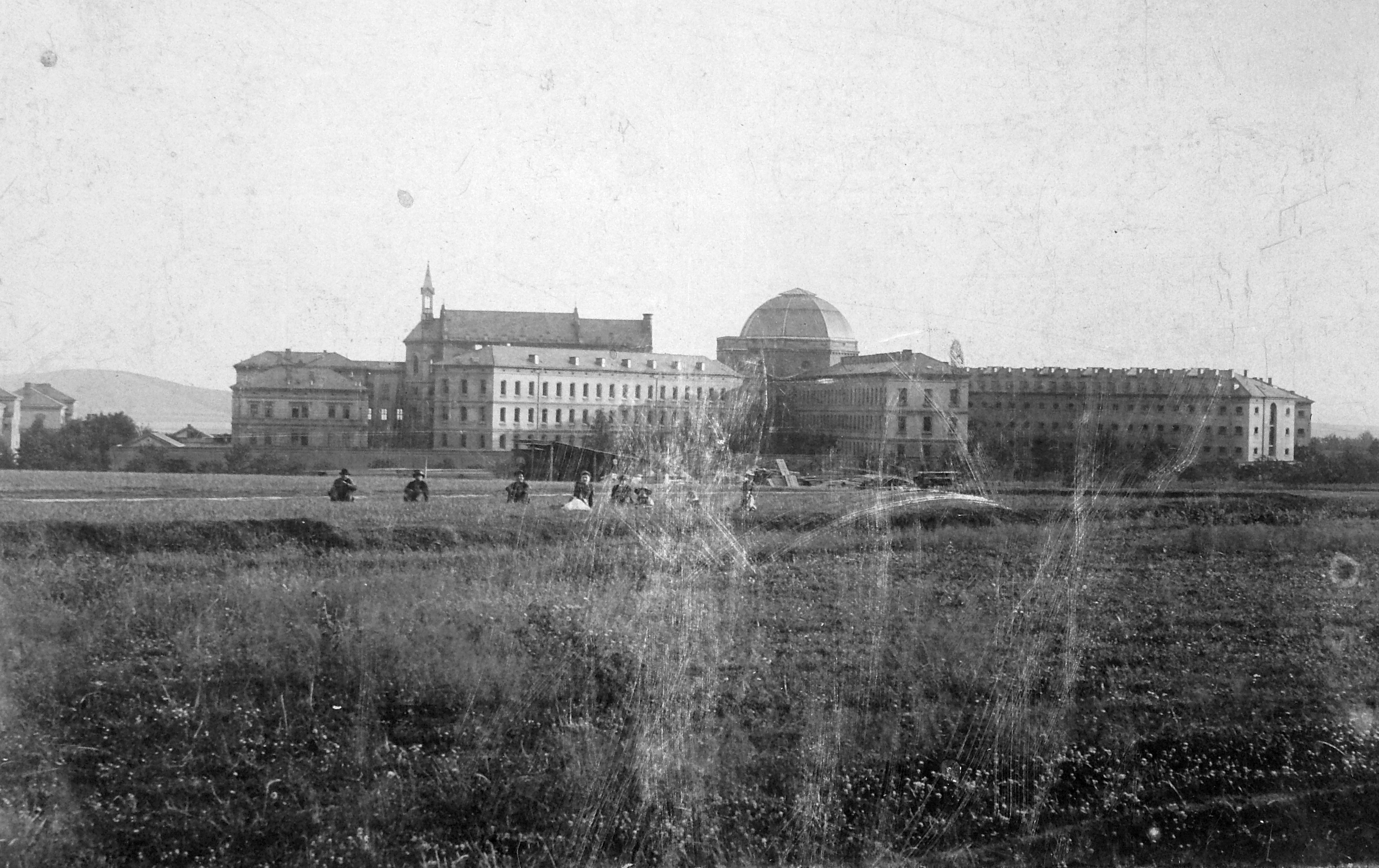
Borská věznice v Plzni v roce 1905

### Proces a věznění
11. února 1885 byl Josef Pačes a anarchista Kryštof Černý zatčeni v Pačesově domě přímo při činu. později byl v textilce v Janově Dole, kde bydlel a pracoval, zadržen i Rampas. Při domovní prohlídce v domě byla zajištěna řada tiskovin, včetně časopisu Budoucnost vydávaného českými anarchisty v Chicagu. V následném soudním procesu konaném v listopadu 1885 v Praze byl Pačes jako hlavní organizátor tiskové skupiny odsouzen na 16 let vězení za protistátní činnost a porušení tiskového zákona s nařízením každých 3 měsíců z roka v samovazbě. Černý a Rampas dostali 15 a 10 letům vězení.
Pačes byl uvězněn byl v nově postavené plzeňské věznici na Borech, kde byli soustřeďováni čeští protirakouští političtí vězni, mj. v letech 1894 až 1895 mnozí odsouzení v procesu s Omladinou. Ve vazbě se pokoušel opakovaně protestovat a porušoval přísná vězeňská nařízení, za což absolvoval celkem 26 kárných řízení s různými formami trestů, včetně nasazení okovů, odepírání jídla či dalších samovazeb. Jeho psychický stav se následně začal zhoršovat, blouznil a začal být posedlý paranoiou, že se jej dozorci pokoušejí otrávit. V září 1899, necelý rok před propuštěním, napadl dozorce, který vstoupil do jeho cely, holí s vsazeným ševcovským hřebem, za což byl následujícího roku odsouzen k dalším třem letům vězení. Po bití dozorců mu zůstal zdeformovaný obličej na levé straně tváře, patrně poté neviděl na levé oko. Věznici Pačes opustil roku 1902.
Pačesova manželka odjela s třemi dětmi nedlouho po jeho zatčení do Londýna, kde žila ve společné domácnosti a následně pak ve volném vztahu s Františkem Jonatou, který sem dříve emigroval. Pačes o jejich vztahu věděl, zpráva o poměru Jonaty také s jeho dcerou Johannou jej ale rozlítil. František Choura pak kvůli nařčení z prozrazení tiskárny odešel roku 1887 do exilu v USA.

### Propuštění
Ihned po propuštění odcestoval Josef Pačes do Adamova u Brna, kde několik dnů přebýval u přítele a sociálního demokrata Josefa Hybeše, někdejšího předsedy ČSSD-D. Od něj získal peníze na cestu do Spojených států, kam záhy odcestoval. Nejprve se dostal do Clevelandu, kde jej podpořila místní česká anarchistická komunita, následně se však osamostatnil. Nechával se zaměstnávat na různých místech amerického Středozápadu na námezdní stavební a výkopové činnosti, povětšinou s pobytem ve stanovém táboře. Z rodiny již nikoho neměl, manželka a dvě děti zemřely a poslední dcera se k němu nehlásila.

### Úmrtí
Josef Pačes zemřel 21. května 1909 v Mitchellu v Nebrasce ve věku 52 let. Pohřben byl v nedalekém městě Neligh.